# 中華民國全國運動會田徑比賽
中華民國全國運動會田徑比賽是中華民國全國運動會的正式比賽項目，自台灣區運動會改制為全國運動會後的第一屆全國運動會（民國88年）皆為各屆舉辦的正式項目。男子組以及女子組共分為46個項目。

## 外部連結
- 教育部體育署（页面存档备份，存于）